# Rue Chauvelot
La rue Chauvelot est une rue du 15e arrondissement de Paris.

## Situation et accès

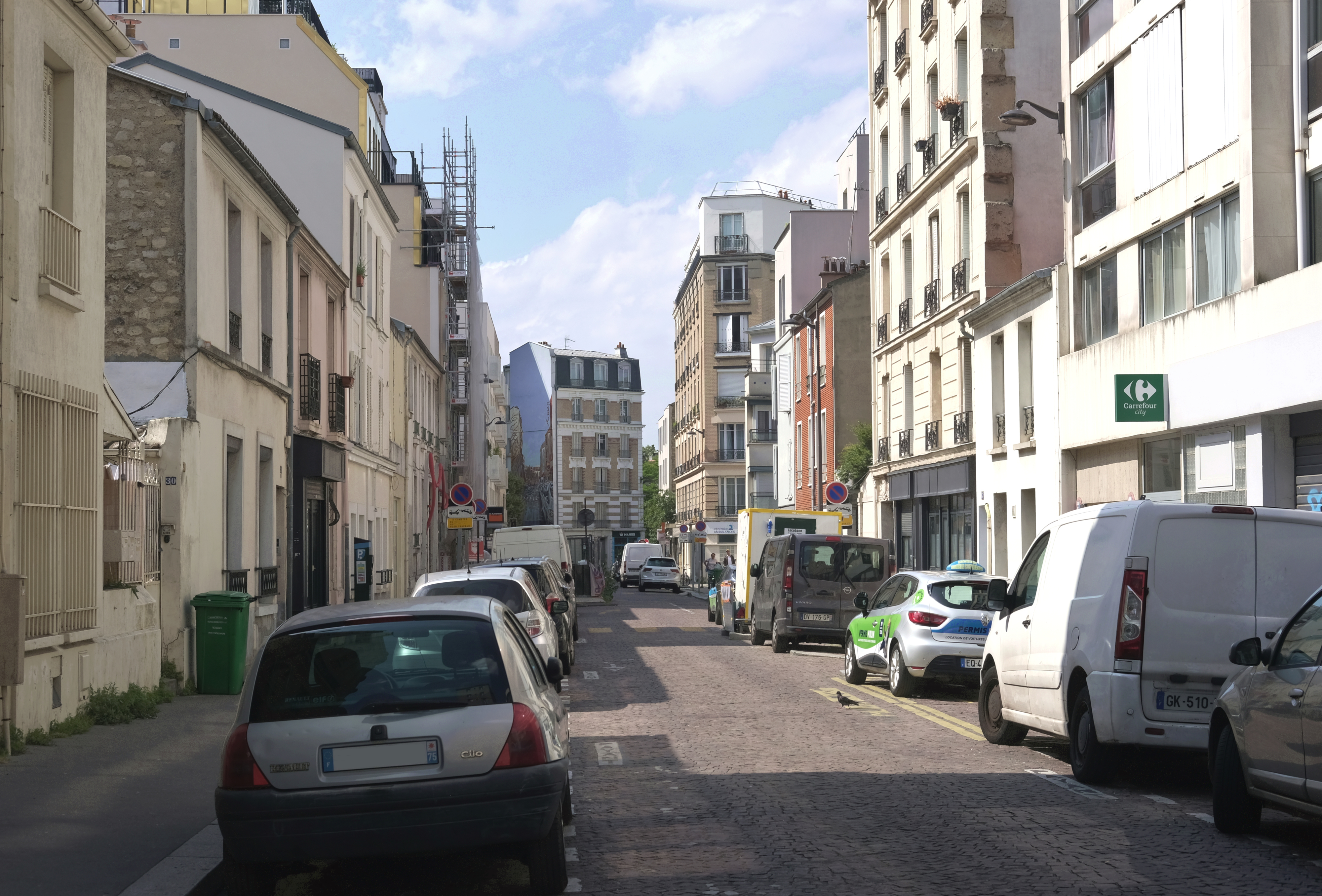
La rue Chauvelot vue depuis la rue Jacques-Baudry.

Démarrant dans le haut de la rue Brancion, elle rejoint la rue Jacques-Baudry à sa jonction avec le boulevard Lefebvre.

## Origine du nom
Elle porte le nom d'Alexandre Chauvelot, promoteur immobilier du XIXe siècle, fondateur du village de l'Avenir au lieu-dit Les Maisons-Blanches, situé entre les rues Castagnary, Brancion, des Morillons et le boulevard Lefebvre, qui modifia la géographie des alentours.

## Historique
La partie comprise entre la rue Jacques-Baudry et le boulevard Lefebvre a été déclassée et supprimée le 16 août 1939.

## Bâtiments remarquables et lieux de mémoire
Au no 32 se trouve un immeuble construit sur les plans de l'architecte Cigogne (permis de construire du 31 octobre 1913).

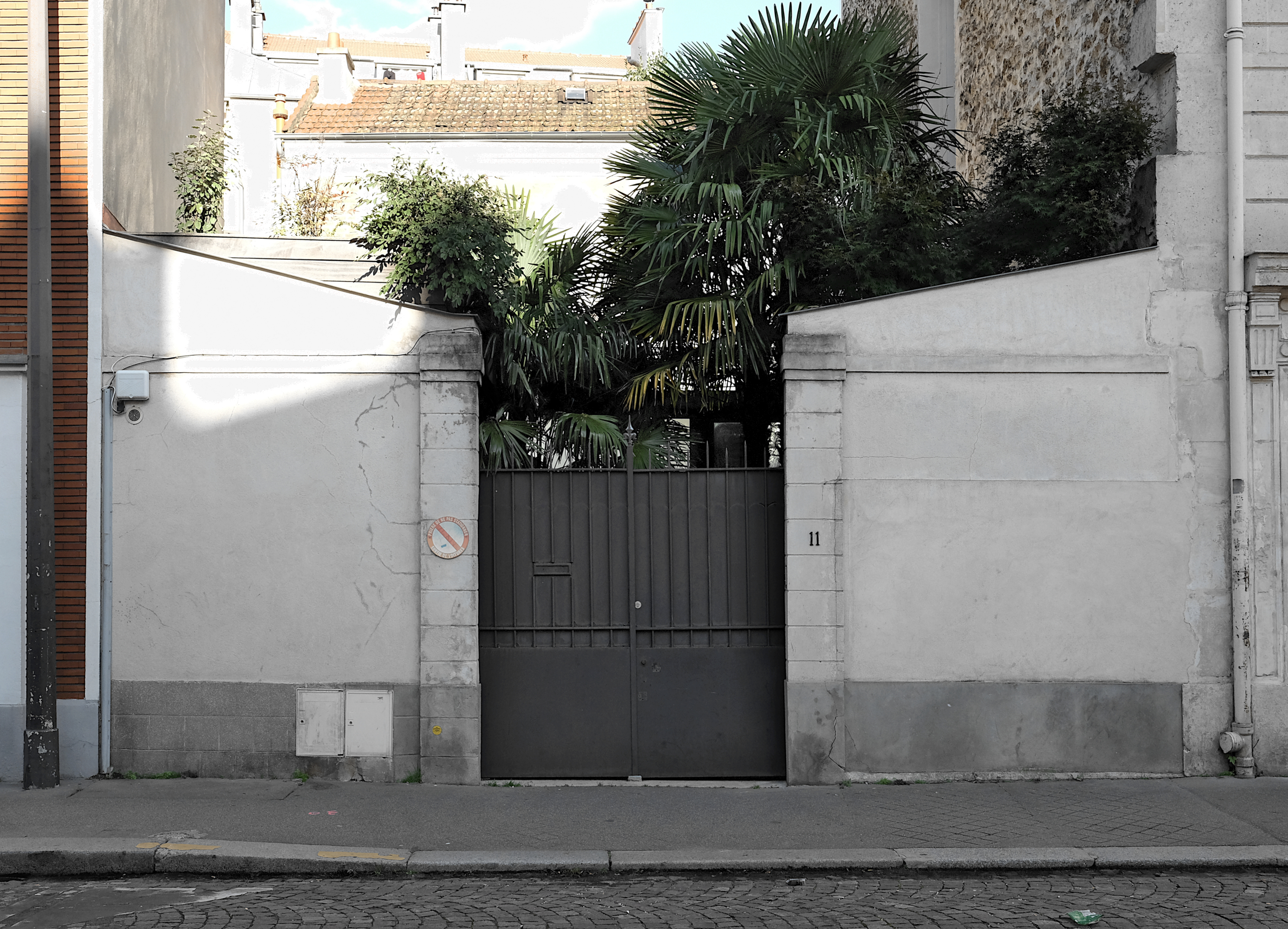
N°11.
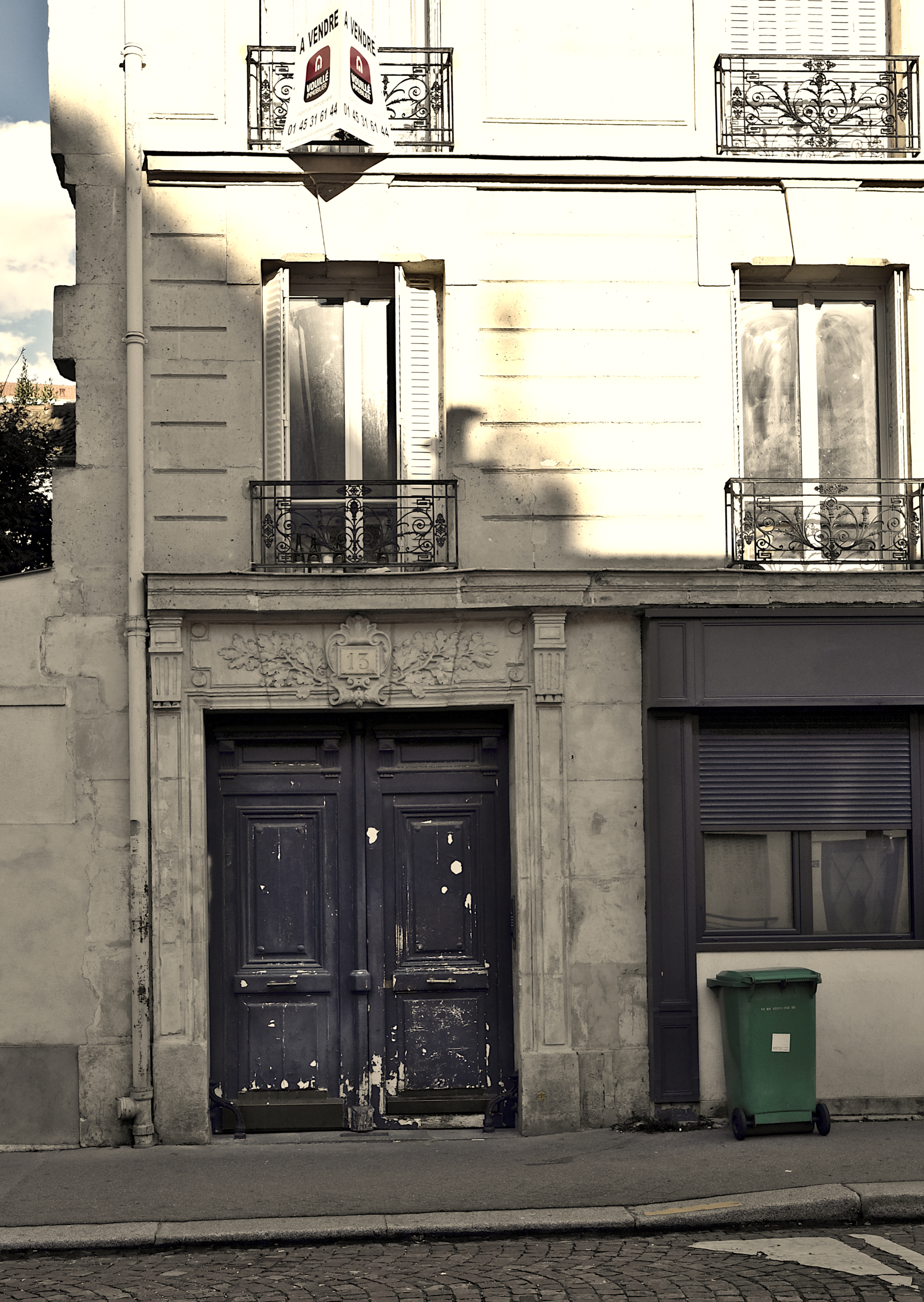
N°13.
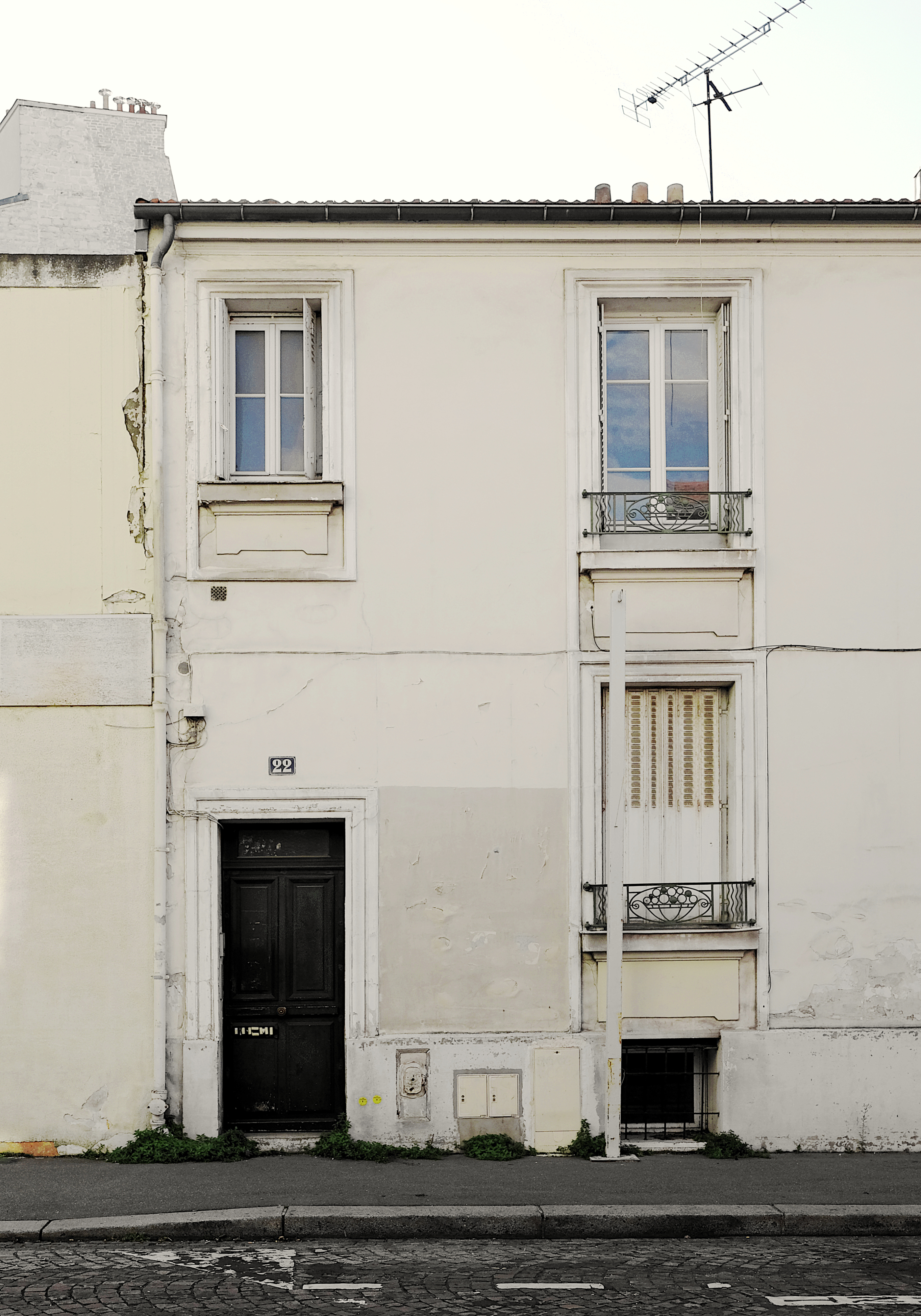
N°22.
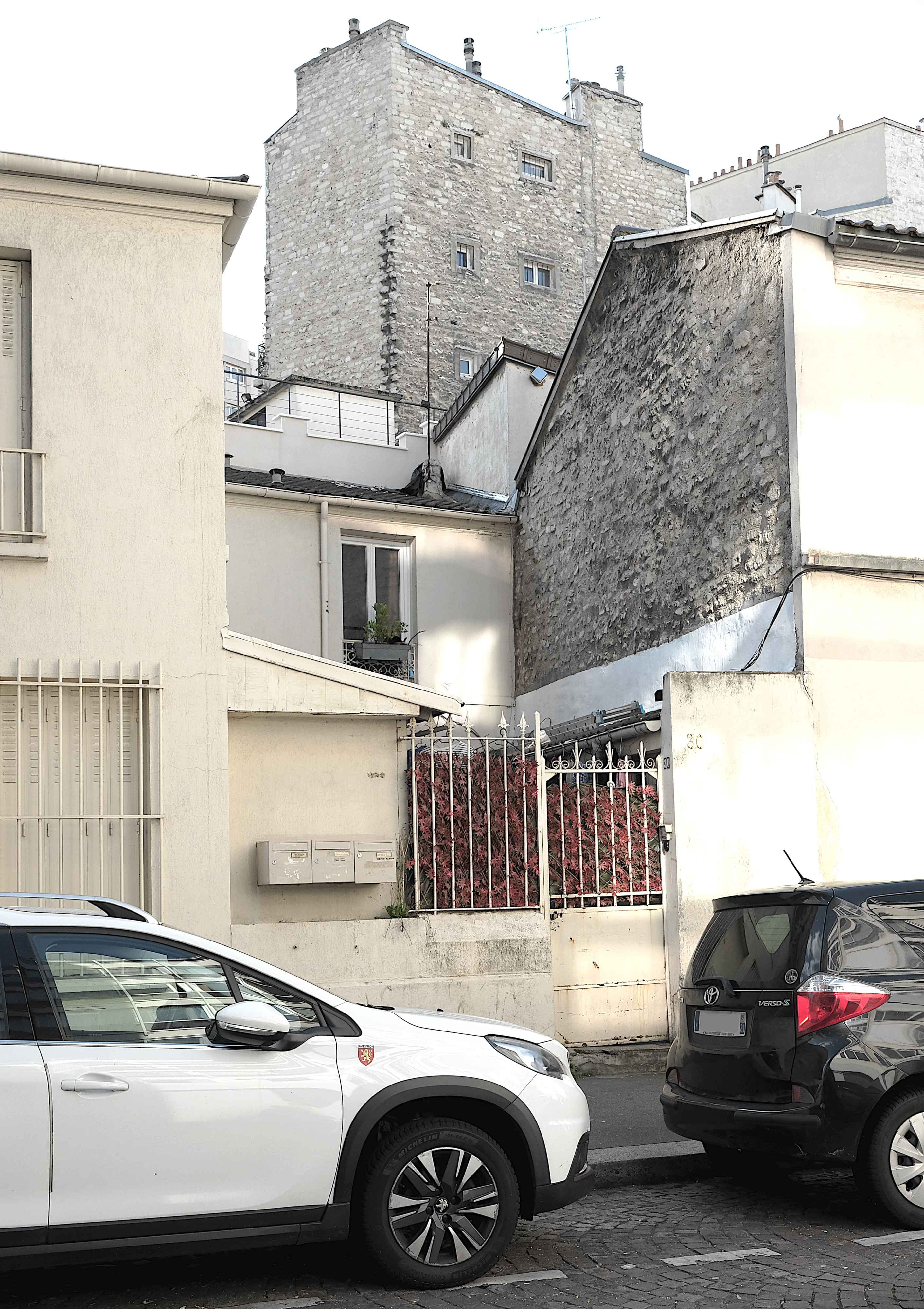
N°30.